# Burgundi
Burgundi (latinsko  Burgundiōnes, Burgundī, grško Βούργουνδοι [Burgundoi], staronordijsko Burgundar) so bili vzhodnogermansko pleme, ki se je iz Skandinavije preselilo na danski baltski otok Bornholm in od tam v porečje Visle v sedanji Poljski. Nekaj burgundskih plemen se je od tam preselilo proti zahodu. Leta 406 so prečkala Ren in v njegovi dolini ustanovila prvo Burgundsko kraljestvo. Drug del plemen je ostal v svoji domovini v porečju Odre in Visle in po letu 451 tvoril kontingent Atilove hunske armade.
Njihovo ime se je ohranilo v imenu francoske pokrajine Burgundije. Njihovi potomci še vedno živijo v Burgundiji in zahodni Švici.

## Zgodovina

### Ozadje
Burgundi zase trdijo, da izvirajo iz Skandinavije, kar dokazujejo arheološke najdbe in drugi dokazi. Trdijo tudi, da so se od tam preselili na baltski otok Bornholm (staronordijsko Otok Burgundov). Okoli leta 250 je večina otočanov izginila. Večina pokopališč se je opustila, na tistih, ki so se ohranila, pa je bilo pokopov malo. V Þorsteins sage Víkingssonar (Saga o Thorsteinu, sinu Vikinga) iz 7. stoletja so se Veseti preselili na otok (holm) Bornholm (Burgundski otok). Alfred Veliki v prevodu Orozija zanj uporablja ime Burgenda land. Pesnik in zgodnji mitolog Viktor Rydberg (1828-1895) v svojem delu Our Fathers' Godsaga (Saga naših očetov) na osnovi zgodnjesrednjeveške Vitae Sigismundi (Življenje Sigismunda Burgundskega) trdi, da se je med Burgundi ohranilo ustno izročilo o njihovem skandinavskem poreklu.
Zgodnji rimski viri, med njimi Tacit in Plinij starejši, niso vedeli veliko o germanskih ljudstvih vzhodno od Labe in ob Baltskem morju. Plinij jih omenja med vandalskimi ali vzhodnogermanskimi ljudstvi, kamor prišteva tudi Gote. Konec 4. stoletja so se Burgundi pojavili v porečju Visle v sedanji osrednji Poljski. Klavdij Ptolemaj jih omenja kot pleme, ki živi med rekama Suevus (verjetno Odra) in Vislo, severno od Lugov in južno od plemen ob Baltiku. Jordan je kasneje poročal, da so Burgundi v 3. stoletju živeli v porečju Visle in da jih je skoraj v celoti iztrebil kralj Gepidov Fastida. Fastidovo kraljestvo je bilo ob ustju Visle.
V poznem 3. stoletju so se Burgundi pojavili na vzhodni obali Rena na meji z rimsko Galijo. Zosim poroča, da jih je cesar Prob leta 278 v Galiji porazil. V tistem času jih je vodil kralj Vandalov. Nekaj let kasneje jih Klavdij Mamertin omenja skupaj z Alemani in Svebi. Omenjeni ljudstvi sta se naselli v pokrajini Agri Decumates vzhodno od  Rena, ki se še danes po njih imenuje Švabska. Občasno so napadali Galijo, vmes pa so se spopadali med seboj. Omenja tudi, da so Burgunde pred tem porazili Goti.
Amijan Marcelin je trdil, da so bili  Burgundi potomci Rimljanov. Rimski viri ne govorijo o nobeni posebni migraciji Burgundov s Poljske. Druga vandalska plemena, ki so se v tem obdobju selila z vzhoda, so mnogo bolje opisana, zato obstaja nekaj dvoma o povezavi med vzhodnimi in zahodnimi Burgundi.

### Ustanovitev kraljestva
Leta 411 je burgundski kralj Gundahar (ali Gundikar) s podporo alanskega kralja  Goarja  na rimski prestol posadil marionetnega cesarja Jovina. Burgundi so se nato s cesarjevim dovoljenjem naselili na levem (rimskem) bregu Rena med rekama Lauter in Nahe in zasedli  Worms, Speyer in Strasbourg. Zasedeno ozemlje jim je kasneje v okviru mirovne pogodbe uradno dodelil cesar Honorij. Prestolnica kraljestva je bila v starem keltsko-rimskem naselju Borbetomagus, sedanjem Wormsu.
Burgundi so kljub temu, da so dobili status federatov, še naprej vdirali v gornjo Belgijsko Galijo, kar je postalo nevzdržno in se je končalo leta 436, ko je rimski general Ecij na pomoč pozval hunske plačance. Huni so leta 437 preplavili Burgundsko kraljestvo in ubili Gundaharja in menda večino Burgudov.
Uničenje Wormsa in Burgundskega kraljestva je postalo predmet številnih junaških legend, ki so bile kasneje vključene tudi v Pesem o Nibelungih. Pesem opeva poroko junaka Siegfrieda z burgundsko kraljično Kriemhildo in hkratno poroko njenega brata Guntherja (Gundaharja) z islandsko kraljično Brunhildo. Ko je Guntherjev zvesti vazal ubil Siegfrieda, se mu je Kriemhilda nameravala maščevati. Poročila se je s  hunskim vladarjem Atilo, na svoj dvor zvabila Guntherja, Hagena in burgundske vazale in jih ukazala pobiti. Na koncu je umrla tudi ona.

### Naselitev v Savoji
Burgundi so v okoliščinah, ki jih viri ne navajajo, leta 443 ponovno dobili status federatov in se z  Ecijevim dovoljenjem naselili v Sapavdiji.  Natančna lega pokrajine ni znana, vendar verjetno ustreza sedanji Savoji. Vladal jim je  kralj Gundiok (ali Gunderik), ki je bil domnevno Gundaharjev sin. Drugo Burgundsko kraljestvo je obsegalo Saono, Daufinejo, Savojo in del Provanse. Prestolnica je bila v Viennu. Do leta 534, ko so kraljestvo  podjarmili Franki, se je na njegovem prestolu zvrstilo osem kraljev in Gundaharjeve dinastije.
Burgundi so se kot rimski zavezniki pod Ecijem skupaj z Vizigoti in drugimi plemeni bojevali s Huni v bitki na Katalunskih poljih leta 451. Zavezništvo Burgundov in Vizigotov je bilo očitno zelo čvrsto, saj sta Gundiok in njegov brat Hilperik I. spremljala Teodorika  v Hispanijo in se leta 455 vojskovala s Svebi.

#### Postavljalci rimskih cesarjev
V Sidonijevem Panegiriku je dvoumna omemba, da je bil v kaosu pred vandalskim obleganjem Rima leta 455 neimenovan izdajalski Burgundec vpleten v zahrbtni umor cesarja Petronija Maksima. V umor naj bi bil vpleten tudi patricij Ricimer, kar kaže, da so bili Burgundi dobro povezani z Ricimerjem, ki je bil verjetno Gundiokov svak in Gundobadov stric.
Burgundi, ki so bili očitno prepričani v svojo naraščajočo moč, so se leta 456 s cesarstvom pogajali o razširitvi svojega ozemlja in delitvi oblasti z lokalnimi rimskimi senatorji.
Leta 457 je Ricimer strmoglavil še cesarja Avita in na njegovo mesto posadil Majorijana. Novi cesar se je za Ricimerja in Burgunde izkazal kot povsem nekoristen, saj jim je leto kasneje odvzel vse ozemlje, ki so ga pridobili s pogajanji pred dvema letoma. Ko je hotel še bolj uveljaviti svojo neodvisnost, ga je Ricimer leta 461 umoril.
Deset let kasneje, leta 472, je Ricimer, ki je medtem postal zet zahodnega cesarja Antemija, z Gundobadovo pomočjo ubil svojega tasta in za novega cesarja imenoval Olibrija. Nekaj mesecev kasneje sta oba umrla naravne smrti. Izgleda, da je Ricimerja kot patricija in postavljalca cesarjev zamenjal njegov stric Gundobad, ki je za Olibrijevaga naslednika imenoval Glicerija.
Zdi se, da se je burgundski vpliv na Rimsko cesarstvo leta 474 končal. Glicerij je bil odstavljen v korist Julija Neposa, Gundobad pa se je vrnil v Burgundijo, verjetno zaradi smrti svojega očeta Gundioka. Kmalu zatem so si Burgundsko kraljestvo razdelili Gundobad in njegovi bratje Godigizel, Hilperik II. in Gundomar II..

### Utrditev kraljestva
Po pisanju Gregorja Tourškega je v letih po vrnitvi Gundobada v Burgundijo prišlo do krvavega utrjevanja oblasti. Gregor navaja, da je Gundobad umoril svojega brata Hilperika, utopil njegovo ženo in izgnal njune hčerke. Ena od njih se je kasneje poročila s frankovskim kraljem Klodvikom I.. Nekateri zgodovinarju Gregorju oporekajo zaradi problematičnega zaporedja dogodkov.
Ko je med Gundobadom in Klodvikom izbruhnila vojna, je Godigizel izdal brata Klodviku. Okoli leta 500 je prestopil k Frankom in jim pomagal »zdrobiti Gundobadovo vojsko«. Gundobad se je začasno zatekel v Avignon, kjer je ponovno zbral vojsko, oplenil Vienne in usmrtil Godigizela in številne njegove privržence. Če je po njegovi smrti resnično postal izključni vladar Burgundije, je moral biti Gundomar II. takrat že mrtev, čeprav viri njegove smrti ne omenjajo.
Gundobad in Klodvik sta se kasneje morda pobotala ali pa je bil Gundobad zaradi prejšnji Klodvikovih zmag prisiljen v nekakšno vazalstvo. Zdi se, da je leta 507 kot burgundski kralj pomagal Frankom v njihovi zmagi proti vizigotskemu kralju Alariku II..
Po obratu, ki se je zgodil nekje med letoma 483 in 501, je začel Gundobad objavljati dele  burgundskega zakonika  Lex Gundobada, ki se je opiral na Vizigotski zakonik Lex Visigothorum. V tem obdobju je izdal približno polovico zakonika. Po utrditvi oblasti je od leta 501 do svoje smrti leta 516 izdal še drugo polovico, ki je bila bolj izvirno burgundska.

### Propad
Burgundi so razširili svojo oblast na jugovzhodno Galijo, ki je obsegala sedanjo severno Italijo, zahodno Švico in jugovzhodno Francijo. Leta 493 se je frankovski kralj Klodvik poročil z burgundsko princeso, Hilderikovo hčerko Klotildo, ki ga je spreobrnila v krščanstvo.
Burgundi so bili na začetku 6. stoletja frankovski zavezniki proti Vizigotom, potem pa so prestopili na vizigotsko stran.  Skupaj z Vizigoti so v bitki pri Vézeronceu 25. julija 524  premagali Franke, potem pa so bili leta 534 v bitki pri Autunu dokončno poraženi. Burgundija je postala del merovinških kraljestev, Burgundci pa so se večinoma porazgubili med večinskimi Franki.

## Jezik
Stari burgundski jezik je spadal med vzhodnogermanske jezike. Izumrl je verjetno v poznem 6. stoletju.
O njem ni veliko znanega. Ohranilo se je nekaj lastnih imen Burgundcev in nekaj besed, ki se še vedno uporabljajo in izhajajo iz starega burgunskega jezika, vendar jih je pogosto težko razločiti od germanskih besed drugega porekla. Besedni zaklad je vsekakor premajhen, da bi povedal kaj več o starem burgundskem jeziku.

## Kultura

### Vera
Ponekod na vzhodu so se Burgundci spreobrnili iz germanskega mnogoboštva v arijansko krščanstvo. Njihovo arijanstvo je bilo dokazan vir sumničenj in nezaupanja med Burgundi in katoliškim Zahodnim rimskim cesarstvom. Odnosi so se vidno izboljšali ali celo zgladili okoli leta 500, ko je burgundski kralj Gundobad navezal tesno prijateljstvo v viennskim škofom Avitom. Gundobadov sin in naslednik Sigismund se je spreobrnil v katolištvo, njemu pa so sledili številni Burgundi, vključno z nekaterimi članicami vladajoče družine.

### Zakonodaja
Burgundi so zapustili tri zakonike in so bili v tem pogledu prvi med vsemi germanskimi plemeni.
Liber Constitutionum sive Lex Gundobada (Knjiga z ustavo ali Gundobadov zakonik) znana tudi kot Lex Burgundionum (Burgundski zakonik) ali enostavneje Lex Gundobada (Gundobadov zakonik) in Liber (Knjiga) je izhajal v več delih od leta 483 do 516, večino pod Gundobadom, nekaj pa tudi pod Sigismundom. Zakonik je vseboval burgundsko običajno pravo in je značilen germanski zakonik  iz tistega obdobja. Delno je sposojen iz Lex Visigothorum (Vizigotski zakonik), sam pa je vplival na kasnejši  Lex Ripuaria (Ripuarski zakonik), ki je nastal v 7. stoletju. Liber je eden od primarnih virov podatkov o takratnem vsakdanjem življenju Burgundov in zgodovini njihovih kraljev.
Podobno kot v drugih germanskih plemenih je tudi burgundsko pravno izročilo omogočalo uporabo različnih zakonov za različne etnične skupine. Gundobad je zato poleg Lex Gundobada izdal (ali kodificiral) tudi Lex Romana Burgundionum (Burgundsko rimsko pravo), niz zakonov, ki je veljal za rimske podložnike Burgundskega kraljestva.
Sigismund je kasneje izdal tudi Prima Constitutio (Prva ustava).